# Draco Sit Mihi Dux
Draco Sit Mihi Dux är ett musikalbum med Ondskapt, utgivet 2003. Albumet spelades in i Studio Abyss 2003. Albumet släpptes på CD av Selbstmord Services.

## Låtlista
1. I
2. II
3. III
4. IV
5. V
6. VI